# قصة عن الحب والظلام
قصة عن الحب والظلام (بالإنجليزية: A Tale of Love and Darkness)‏ كتاب مذكرات للأديب الإسرائيلي عاموس عوز، نشر للمرة الأولى عام 2002 باللغة العبرية.
ترجم إلى 28 لغة وبيع منه أكثر من مليون نسخة حول العالم.
يسرد المؤلف لأوائل حياته، وتاريخ عائلته وفقا لرواية عمه لأبيه. ويصف عددا من الأحداث التي لم يوردها من قبل. مثلاً قبل كتابة الكتاب، كان عوز يتجنب مناقشة انتحار أمه عام 1952 مع أبيه، أو الكتابة بشكل علني عنه.